# Ilattia orbica
Ilattia orbica là một loài bướm đêm trong họ Noctuidae.